# Un beau salaud
Pour plus de détails, voir Fiche technique et Distribution.
Un beau salaud (titre original : Dirty Dingus Magee) est un film américain de Burt Kennedy sorti en 1970.

## Synopsis
Durant un trajet en diligence, Hoke Birdsill se fait dérober son chapeau qui renferme 4000 $. Le voleur n'est autre que son ancien ami Dingus Magee, un individu retors et hypocrite. Birdsill se rend donc à la ville voisine pour porter plainte mais découvre que celle-ci n'a pas de shérif. Belle Nops, la tenancière du bordel local séduite par cet homme, lui propose le poste.

## Fiche technique
- Titre original : Dirty Dingus Magee
- Réalisation : Burt Kennedy
- Scénario : Tom Waldman, Frank Waldman et Joseph Heller d'après le livre de David Markson
- Directeur de la photographie : Harry Stradling Jr.
- Montage : Williem B. Gulick
- Musique : Jeff Alexander
- Costumes : Yvonne Wood
- Production : Burt Kennedy
- Genre : Western, Comédie
- Pays de production :  États-Unis
- Durée : 91 minutes (1 h 31)
- Dates de sortie :
  - États-Unis : 18 novembre 1970 (New York)
  - France : 2 juin 1971

## Distribution
- Frank Sinatra (VF : Roger Rudel) : Dingus Billy Magee
- George Kennedy (VF : Michel Gatineau) : Herkimer « Hoke » Birdsill (Joseph « Joe » Birdsill en VF)
- Anne Jackson (VF : Paule Emanuele) : Belle Nops (Belle Schnaps en VF)
- Jack Elam (VF : Pierre Garin) : John Wesley Hardin
- Lois Nettleton (VF : Nelly Benedetti) : Prudence Frost
- Michele Carey : Anna Hot Water
- John Dehner (VF : Gabriel Cattand) : le général George
- Henry Jones (VF : Teddy Bilis) : le révérend Green
- Harry Carey Jr. : Charles Stuart
- Paul Fix : Crazy Blanket
- Terry Wilson (VF : Pierre Leproux) : le sergent
- Marya Cristen (VF : Jeanine Freson) : la « dame de compagnie » asiatique de Belle